# Кениата, Джомо
Джомо Кениата (также Кеньятта, англ. Jomo Kenyatta; 20 октября 1891, Гатунгу, Британская Восточная Африка — 22 августа 1978, Момбаса, Кения) — кенийский общественный и государственный деятель, первый премьер-министр в 1963—1964 годах и президент Кении в 1964—1978 годах. Один из лидеров панафриканского движения и «отец кенийской нации».

## Биография

### Молодые годы
Нгенги ва Камау, более известный как Джомо Кениата, родился 20 октября 1891 года в семье племени кикуйю в местечке Ичавери у Гатунгу, близ Найроби. Окончил начальную миссионерскую школу. В 1914 году в возрасте 23 лет Нгенги принял христианство и получил новое имя — Джонстон Камау, а позже принял другое имя, под которым стал известен всему миру — Джомо Кениата (Джомо переводится как «пылающее копье», Кениата — «свет Кении»). В 1920-х годах работал переводчиком в Верховном суде Кении и служащим в муниципалитете Найроби. Занялся политической деятельностью, в 1928 году стал издателем ежемесячного первого общественно-политического журнала на языке кикуйю «Муиг-витания» и генеральным секретарём Центральной ассоциации кикуйю — одной из первых политических организаций кенийцев, наиболее активно выступающей против господства европейских поселенцев.

### Деятельность за границей
В 1929 году Кениата как официальный представитель ЦАК отправился в Великобританию, чтобы добиваться удовлетворения требований партии. В 1930 году принимал участие в деятельности Антиимпериалистической лиги и международной конференции негритянских рабочих в Гамбурге. С 1931 года учился и работал в Великобритании, окончил колледж города Вудбрук, однако после безуспешных попыток добиться удовлетворения требований партии отправился в СССР, где в течение двух лет учился в Коммунистическом университете трудящихся Востока имени И. В. Сталина в Москве. С 1935 по 1938 годы Кениата сотрудничал с известным антропологом Брониславом Малиновским в Лондонской школе экономики и политических наук в семинаре социальной антропологии. В 1938 году опубликовал работу «Лицом к горе Кения» («Facing Mount Kenya»), в которой исследовал историю и культуру кикуйю. В годы Второй мировой войны — сельхозрабочий на ферме в Англии. В октябре 1945 года Джомо Кениата вместе с Кваме Нкрумой, Хастингсом Бандой, Питером Абрахамсом, Джулиусом Ньерере, вождём Акинтолой принимал активное участие в организации и работе V Панафриканского конгресса в Манчестере. Председательствовал «отец панафриканизма» — Уильям Дюбуа. На конгрессе была выработана программа африканской «автономии и независимости», включающая в себя три резолюции. Первая — «Обращение к рабочим, крестьянам и интеллигенции колониальных стран» — была адресована колониальным народам мира и призывала их включиться в борьбу за независимость. Вторая — «Вызов колониальным державам» — к правительствам метрополий, с призывом сделать все возможное для предоставления независимости новым государствам. Третья — «Меморандум к ООН» — была адресована международному сообществу, Организации Объединённых Наций, всем международным организациям, в ней содержится призыв содействовать в получении независимости африканскими народами.

### Возвращение в Кению
В 1946 году вернулся в Кению, стал влиятельным лидером национального движения и возглавил партизанскую борьбу за независимость Кении от Великобритании. В 1947 году возглавил партию Союз африканцев Кении. В октябре 1952 года в стране было объявлено чрезвычайное положение, когда мау-мау стали организовывать нападения на фермы, принадлежащие белым и африканцам, поддерживавшим колониальный режим. В том же месяце Джомо Кениата был арестован и в 1953 году вместе с пятью другими руководителями партии осуждён на 7 лет заключения за организацию восстания и тайное руководство движением мау-мау. В страну были посланы дополнительные контингенты английских войск, и карательные операции сконцентрировались в лесном массиве в районе Абердарских гор, где повстанцы имели свои базы. К осени 1956 года англичане взяли ситуацию под контроль, однако чрезвычайное положение было отменено лишь через четыре года. Кениата полностью отбыл срок и был сослан в город Маралал на севере Кении. В марте 1960 года был заочно избран президентом Национального союза африканцев Кении. В 1961 году, после того как правительство Великобритании согласилось предоставить своей колонии самоуправление, Кениата вернулся из ссылки и официально занял пост президента Национального союза африканцев Кении (КАНУ).
Вместе с Томом Мбойей летом 1962 года Кениата участвовал в разработке идеологической концепции КАНУ под названием «африканский демократический социализм», ставшей основой политического курса и отразившей сходство точек зрения правого крыла КАНУ и её центра. В своём выступлении 30 июня 1962 года, Джомо Кениата, изложил свою концепцию африканского социализма, сказав, что:
КАНУ верит в африканский социализм. Мы не рабы западного капитализма или восточного социализма. Мы должны выработать свои собственные нормы жизни и идеалы, базирующиеся на нашей культуре и африканской социалистической философии, по которой каждый человек выполняет свой долг по отношению к своим соседям и к общине, а община, в свою очередь, является источником его безопасности.
Этот кенийский вариант социализма отличали заметное отступление от радикализма и явно выраженная реформистская ориентация основных программных положений. За рассуждениями о социализме скрывалась апология капиталистического пути развития страны, негативные стороны которого, по взглядам авторов должны были быть сглажены «традициями африканской общины», «чувством общности» и «традиционными идеалами» кенийского народа. Вероятно, что Кениата искренне верил в действенность «африканской социалистической философии» и принципов «африканского социализма», как, верили в них и радикальные представители левого крыла КАНУ, в целом поддержавшие платформы Кениаты и Мбойи (среди них были Огинга Одинга и Джосайя Мванги Кариуки, похищенный и убитый в 1975 году). Но если левые в концепции «африканского социализма» делали акцент на слове «социализм», то для Кениаты основным в этом учении была «африканская самобытность», если левые возлагали надежды на развитие государственного сектора в экономике, а центр — на развитие государственного капитализма и капиталистических фермерских хозяйств, то для правых роль государства в основном сводилась к широкому поощрению всех видов частного предпринимательства.
Поскольку правые и центристы опасались серьёзных сбоев в экономическом развитии, которые как они полагали, могли быть вызваны национализацией хозяйственных институтов, ломкой уже сложившихся отношений с Англией и другими странами Запада, то они ориентировали на развитие экономического сотрудничества прежде всего с западными государствами. Эта позиция была скрыта за тезисом о «неудаленности от западного капитализма» и от «восточно-европейского социализма». Между тем подобная ориентация в реальных условиях Кении фактически оставляла весьма много места для пресловутой «самобытности» и «некапиталистического пути». Напротив, она прямо подталкивала руководство страны к стимулированию развития капиталистических отношений в экономике и к таким формам экономического сотрудничества с Западом, которые достаточно широко открывали двери для неоколониалистской экспансии и политического в империалистических держав.

### На ответственных постах
С апреля 1962 по май 1963 года Кениата занимал пост министра по делам конституции и экономического планирования в коалиционном правительстве Кении, сформированном из представителей КАНУ, Демократического союза африканцев Кении и европейских поселенцев. В начале 1963 года на конференции солидарности народов Азии и Африки, проходившей в школе города Мошиг у подножия горы Килиманджаро, Джомо Кениата сказал, что:
Завоевав независимость, Кения станет демократическим государством и изберет социалистический путь развития!
После победы КАНУ на первых всеобщих выборах в Национальное собрание Кении в мае 1963, Кениата сформировал правительство самоуправления, став таким образом, в июне того же года, за шесть месяцев до провозглашения независимости, первым премьер-министром Кении. 1 июня 1963 года Кения получила внутренне самоуправление, а 12 декабря 1963 года Джомо Кениата спустил флаг Великобритании, сделав Кению независимым государством. В своей инаугурационной речи 12 декабря 1964 года первый президент независимой Кении Джомо Кениата провозгласил «Харамбее!» (с суахили «Harambee!» — «Потянем вместе!» или «Все за одного», первоначально клич рыбаков), призвав всех граждан объединить свои усилия в создании новой Кении, опирающейся на традиционные ценности. Ярким примером массового отклика со стороны населения страны на этот призыв стало строительство школ силами деревенских общин по принципу самопомощи и самофинансирования. Позже, девиз «Harambee» был начертан на гербе Кении
После прихода к власти Кениаты в правительстве и партийном руководстве возникли серьёзные разногласия по вопросу о путях дальнейшего развития страны. В 1966 году группа лидеров КАНУ, одновременно членов парламента и правительства вышла из партии, и создала свою организацию — Союз народа Кении, под руководством Огинги Одинги. Кениата обвинил СССР в финансировании заговора против него, а Одингу в том, что он является коммунистическим агентом. В 1969 году союз был запрещен, а в марте 1971 года из тюрьмы был выпущен Огинга Одинга, вступивший в октябре того же года в КАНУ. С 30 по 31 августа в Момбасе состоялась конференция совета КАНУ, на которой Кениата признал наличие идеологического и организационного разброда в партии. В конце концов Кениате удалось примирить враждовавшие этнические элиты, удалить с влиятельных постов радикальных лидеров КАНУ и подавить оппозицию, и таким образом установить однопартийную систему. В сфере экономики Кениата поддерживал предпринимательскую деятельность и создал условия для иностранных инвестиций, следуя прозападному курсу внешней политики. В 1970 году в Найроби на участке, подаренном Кениатой при участии президента Кипра и архиепископа Кипра Макариоса III была основана семинария. Джомо Кениата сохранил пост президента после всеобщих парламентских выборов 1969 и 1974 годов. В 1974 году стал пожизненным президентом Национального союза африканцев Кении.

### Смерть
Джомо Кениата скончался на посту президента 22 августа 1978 года в Момбасе. Правительство объявило тридцать дней официального траура и освободило эфир миссионерской радиостанции «Голос Кении» от всех религиозных программ Африканской внутренней миссии, кроме новостей и христианской музыки.
Джомо Кениата был похоронен 31 августа в специально построенном мавзолее напротив здания парламента. Вход в мавзолей охраняют каменные львы. Преемником Кениаты на посту президента стал вице-президент страны Даниэль арап Мои.

## Интересные факты
- Джомо Кениату упоминает Эрнест Хемингуэй в своей книге «Проблеск истины»[22]
- Джомо Кениата приходится двоюродным дедом американскому музыканту Тому Морелло, гитаристу групп Rage Against the Machine и Audioslave
- В 1963 году по мотивам притчи Джомо Кениаты о борьбе народов Африки против колонизаторов, в СССР был снят мультфильм «Африканская сказка»[23]
- Имя Джомо Кениаты присвоено международному аэропорту в Найроби
- 4 марта 2013 года, сын Джомо Кениаты, Ухуру, был избран президентом Кении[24], таким образом продолжив политическую династию[25]. Примечательно, что Ухуру произносил присягу держа в руке ту же самую библию, на которой в 1964 году клялся его отец[26].
- О Джомо Кениате написано несколько книг и снят фильм «Kenyatta», часть 3 трилогии «The Black Man’s Land Trilogy».

## Награды
- Орден Югославской звезды[27]